# Юшков, Серафим Владимирович
Серафи́м Влади́мирович Юшко́в (4 [16] апреля 1888, Трофимовщина, Саранского уезда, Пензенская губерния, Российская империя — 14 августа 1952, Малоярославец, Калужская область, РСФСР, СССР) — советский историк государства и права, доктор исторических наук (1935), профессор, член-корреспондент АН УССР (с 1939), академик АН Казахской ССР (с 1946), Заслуженный деятель науки РСФСР.

## Биография
Родился 4 (16) апреля 1888 года в с. Трофимовщина (ныне — в Ромодановском районе, Республика Мордовия).

### Семья
- Отец Владимир Иванович Юшков (1864 — 1952) — священник Русской православной Церкви с 1924 года епископ.
- Мать Надежда Николаевна Несмелова (? — 1892).
- Брат — (? — 1892/1893).

### Образование
- С 1894 года три года учился в церковной школе имени императора Александра III, д. Александровка Пензенской губернии.
- В 1897 году поступает в подготовительный класс Пензенской I гимназии, где обучается с сыном художника-передвижника К. А. Савицкого[2].
- С 1898 по 1906 год обучается в Четвёртой Ларинской казённой классической гимназии в один период с И. Ф. Гайлитом[3] в Санкт-Петербурге, окончив её с серебряной медалью.
- 1906—1910 — обучение на юридическом факультете Петербургского университета. Учился вместе с М. Я. Лазерсоном, А. А. Боголеповым, М. О. Косвеном.
- 1908—1912 — обучение на историко-филологическом факультете Петербургского университета. Учился вместе с В. М. Жирмунским.

В 1913 году его оставляют, по ходатайству профессора В. Н. Бенешевича, при кафедре церковного русского права для «приготовления к профессорскому званию». Незадолго до окончания С. В. Юшков женится на Е. П. Болдовой, а затем, в 1913, его отправляют во Фрайбургский университет для повышения знаний по правовым наукам. По возвращении оттуда сдаёт магистерские экзамены и допускается к чтению лекций по истории русского права, с 1916 года — становится ассистентом Петроградского университета.
- 1919—1927 годы — ввиду закрытия юридических подразделений высшей школы после 1918 года вынужден, как и его старший друг, юрист А. Л. Саккетти, уехать в Саратов, где работает на историко-филологическом факультете Саратовского университета[7]. В это время заложил основы саратовской научной школы истории государства и права.
- 1927—1930 — на преподавательской работе в Ленинградском университете.
- На 1934 г. — заведующий учебной части государственного вечернего педагогического института имени А. И. Герцена.
- С 1933 — избирается по всесоюзному конкурсу профессором по кафедре «История народов СССР» в Узбекскую государственную педагогическую академию в Самарканде.
- В 1933—1934 годах — преподаватель Дагестанского агропедагогического института в Махачкале.
- С 1934—1937 — преподаватель Свердловского государственного педагогического института, Сибирского института советского права, с 1935, Свердловского правового института.
- В 1935 году ВАК присуждена учёная степень доктора исторических наук без защиты диссертации (honoris causa).
- В 1938 году переезжает из Свердловска в Москву[8], становится преподавателем Московского юридического института, сотрудником ВИЮН[9].
- С 1939 года — член-корреспондент АН УССР[10].
- C 1941—1943 — преподаватель I-го государственного юридического института НКЮ СССР в Алма-Ате.
- С 1944 — преподаватель юридического факультета МГУ, Военно-юридической академии, сотрудник ВИЮН.
- В 1946 году — утверждён в первом составе академиков Академии наук Казахской ССР[11] и стал директором Института истории, археологии и этнографии АН Казахской ССР.
- C 1948 года — старший научный сотрудник Всесоюзного юридического заочного института.

Юшков С. В. — основоположник науки «история государства и права». Ему принадлежат фундаментальные исследования «Русской правды», о феодальных отношениях в Киевской Руси и приоритетные публикации источников русского права.
Умер 14 августа 1952 года в Малоярославце. Похоронен там же, 17 августа, на городском кладбище рядом со своим отцом епископом Серафимом.

## Фильмография
В 2024 году студенческий медиацентр Саратовской государственной юридической академии при поддержке Института законодательства и сравнительного правоведения при Правительстве РФ (ранее — Всесоюзный институт юридических наук) снял документальный фильм «Серафим Юшков: вера в право», посвященный выдающемуся ученому Серафиму Юшкову и его богатейшему научному наследию. В нём представлены уникальные фотоматериалы и архивные документы.
Съемочная группа подготовила фильм специально для IV Международного историко-правового конгресса «Научное наследие Серафима Владимировича Юшкова», который прошел с 23 по 24 мая 2024 года в Саратове, где учёный начал свой научный путь.

## Награды
Ордена и медали
- Орден Трудового Красного Знамени 1944;
- Орден «Знак Почёта» 1945;
- Медаль «За доблестный труд в Великой Отечественной войне 1941—1945 гг.» (6 июня 1945[14]);
- Медаль «В память 800-летия Москвы» (7 февраля 1948[15])

Звания
- Профессор (1919).
- Доктор исторических наук (1935);
- Заслуженный деятель науки РСФСР (1948);

## Публикации

### Монографии, книги, учебники
- Юшков С. В. Очерки из истории приходской жизни на севере России в XV-XVII в. — СПб., 1913. — 134 с.
- Юшков С. В. Феодальные отношения и Киевская Русь. — Саратов, 1924.
- Юшков С. В. Исследования по истории русского права. Устав князя Владимира. (Историко-юридическое исследование). — Новоузенск, 1925. — С. 1—151.
- Юшков С. В. Судебник 1497 года: (к внешней истории памятника). — Саратов, 1926. — 46 с.
- Юшков С. В. M. H. Покровский как историк русского феодализма. — Л., 1927. — 28 с.
- Программа по истории государства и права народов СССР для юридических институтов. — М., 1938. — 24 с.
- Юшков С. В. Нариси з історії виникнення і початкового розвитку феодалізму в Київській Русі. — К., 1939. — 210 с.
- Юшков С. В. Очерки по истории феодализма в Киевской Руси. — М.: Изд-во Академии наук СССР, 1939. — 253 с.
- Юшков С. В. История государства и права СССР. Ч. 1: Учебник для вузов. — М., 1940. — 596 с.
- Юшков С. В. Конспект лекций по истории государства и права СССР (до Великой Октябрьской социалистической революции). — М., 1940. — 308 с. (на правах рукописи)
- Юшков С. В. Iсторія Украіни / Під ред. M. H. Покровського. — Уфа, 1941. — T. 1. — 238 с. (в соавторстве)
- Юшков С. В. Учебное пособие по истории государства и права СССР. Для студентов-заочников. — Вып. 1/2 : Общественно-политический строй и право Киевской Руси. — М., 1944. — 64 с.
- Юшков С. В. Возникновение самодержавия при царе Алексее Михайловиче: Стенограмма лекции, читанной 27 января 1945 г. — М., 1945. — 24 с. (на правах рукописи)
- Юшков С. В. Сословные и административные реформы Петра Великого: Стенограмма лекции, читанной 10 марта 1945 г. — М., 1945. — 40 с. (на правах рукописи)
- Юшков С. В. Учебное пособие по истории государства и права СССР. Вып. 3: Общественно-политический строй и право феодальных княжеств (XI—XV вв.) и русского государства в период превращения его в централизованное (до середины XVI в.). — М., 1945. — 54 с.
- Юшков С. В. Учебное пособие по истории государства и права СССР. Вып. 4: Общественно-политический строй и право Литовского государства, Кавказских государств и государств Средней и Центральной Азии. — М., 1945. — 54 с.
- Юшков С. В. История государства и права СССР. Ч. 1. — М., 1946. — 323 с.
- Юшков С. В. Учебное пособие по истории государства и права СССР. Вып. 5/6: История государства и права в период превращения Русского государства в многонациональное. — М. — Л., 1946. — 84 с.
- Всеобщая история государства и права. Ч. 2. Феодализм: Учебник для юридических вузов. — М., 1947. — 272 с. (в соавторстве)
- Юшков С. В. История государства и права СССР. Ч. 1: Учебник для юридических вузов. — 2-е изд., испр. и доп. — М., 1947. — 767 с.
- Юшков С. В. Программа по истории государства и права СССР (Для офицеров школ МВД СССР). — М., 1947. — 19 с.
- Юшков С. В. Программа по истории государства и права СССР (Для офицеров школ МВД СССР). — М., 1947. — 32 с. (в соавторстве).
- Юшков С. В. Программа по истории государства и права СССР. (Для юридических факультетов университетов и юридических институтов). — М., 1947. — 28 с.
- Юшков С. В. К проблеме образования феодального государства / Моск. юрид. ин-т. — 1947. — 72 с. (на правах рукописи)
- Юшков С. В. История государства и права. Т. 1. (Учебник для юридических вузов.) — М., 1949. — 535 с.
- Юшков С. В. Курс истории государства и права СССР. Т. 1 : Общественно-политический строй и право Киевского государства. — М., 1949. — 544 с.
- Юшков С. В. Программа по истории государства и права СССР (Высшая офицерская школа МВД СССР.) — 1949. — 37 с. (в соавторстве)
- Юшков С. В. История государства и права СССР. Ч. 1. — 3-е изд., доп. и перераб. — М., 1950. — 672 с.
- Юшков С. В. История государства и права СССР: Учебник для юридических школ. — Ч. 1. — 2-е изд., перераб. и доп. — М., 1950. — 427 с.
- Юшков С. В. Русская Правда: происхождение, источники, её значение. — М.: Гос. изд-во юрид. лит-ры, 1950. — 378 с.
- Юшков С. В. История государства и права СССР. — М.: Гос. изд-во юрид. лит-ры, 1950. — Т. 1. — 671 с.
- Юшков С. В., Черепнин Л. В. Памятники русского права / А. А. Зимин. — М.: Гос. изд-во юрид. лит-ры, 1952. — Т. 1.
- Юшков С. В., Черепнин Л. В. Памятники русского права / А. А. Зимин. — М.: Гос. изд-во юрид. лит-ры, 1953. — Т. 2.
- Юшков С. В. История государства и права СССР: Учебник для юридических вузов. Ч. 1.. — 4-е изд. — М., 1961. — 672 с.
- Юшков С. В., Софроненко К. А. История государства и права СССР. — М.: Гос. изд-во юрид. лит-ры, 1962. — Т. 2.
- Юшков С. В. Труды выдающихся юристов / ответ. ред. О. И. Чистяков, В. М. Клеандрова, В. Г. Филимонов, С. И. Штамм. — М.: Юридическая литература, 1989. — 462 с. — ISBN 5726000242.
- Юшков С. В. Избранное. — М.: Контракт, 2007. — 473 с. — (Юридическое наследие XX века). — ISBN 5982090379.
- У С. В. Юшкова осталась неопубликованной работа под названием «Очерки по истории государства и права Казахстана» (сохраняется в архиве дочери Е. С. Юшковой в Киеве)

### Статьи
- Очерки по истории приходской жизни на Севере России в XV-XVII вв. // Летопись занятий археографической комиссии за 1913 г. — СПб., 1914. — Т. 26, Вып. 23. — С. 1-134.
- К истории древнерусских юридических сборников (XIII в.). — Саратов, 1921. — С. 1-27.
  - Рец.: Пресняков А. // Книга и революция. — СПб., 1921. — № 1 (13). — С. 45-47.
- О прикладниках (К истории феодальных институтов в древней Руси) // Культура. Научное приложение. — Саратов, 1922. — № 2—3. — С. 6-16.
- К вопросу о смердах // Учёные записки Саратовского университета. Правовое отделение факультета общественных наук. — Саратов, 1923. — Т. 1, Вып. 4. — С. 46-82.
- Феодальные отношения и Киевская Русь // Учёные записки Саратовского университета. Правовое отделение факультета общественных наук. — Саратов, 1925. — Т. 3, Вып. 4. — С. 1-108.
- Крепостное право // Энциклопедия государства и права. — М., 1926. — Т. 2. — Стб. 464—474.
- Судебник 1497 года (к внешней истории памятника) // Учёные записки Саратовского университета. — 1926. — Т. 5, Вып. 3: Факультет хозяйства и права. — С. 1—46.
- Устав князя Всеволода (до зовнішньої історії пам’ятки) // Ювілейний збірник на пошану акад. Д. І. Багалія. — К., 1927. — С. 405—427.
- К вопросу о методологии истории права // Записки Научного общества марксистов. — 1928. — № 1(9). — С. 115—122.
- Псковская аграрная революция в конце XV века // Там же. — № 3 (11). — С. 25-42.
- Правосудие митрополичье: Доклад, читанный в Подкомиссии по подготовке к изданию «Русской правды» 14 ноября 1928 г. // Летопись занятий Археографической комиссии за 1927—1928 гг. — Л., 1929. — Вып. 2 (35). — С. 115—120.
- Эволюция дани в феодальную ренту в Киевском государстве в X—XI веках // Историк-марксист. — 1936. — № 6. — С. 134—138.
- К вопросу о границах древней Албании // Исторические записки. — М., 1937. — Т. 1. — С. 129—148.
- Пушкин о русском феодализме // Историк-марксист. — 1937. — Кн. 1. — С. 48-62.
- К вопросу о развитии крепостного права в Московском государстве в XIV—XVI вв. // Учёные записки Свердловского педагогического института. — 1938. — Вып. 1 (исторический). — С. 43—63.
- К вопросу об особенностях феодализма в Дагестане (до русского завоевания) // Там же. — Вып. 1. — С. 65 — 86.
- Пушкин-историк. // Там же. — Вып. — 1. — С. 87 — 109.
- Отражение идей французской буржуазной революции в общественной мысли России (конец XVIII в.) // Информационный бюллетень Всесоюзного института юридических наук. — 1939. — № 7—8. — С. 2.
- «Русская правда» как кодекс русского феодального права // Проблемы социалистического права. — 1939. — № 3/4. — С. 72—89.
- К вопросу о происхождении русского государства // Учёные записки Московского юридического института. — 1940. — Вып. 2. — С. 37—59.
- M. H, Покровский о раннем периоде русского феодализма // Против антимарксистской концепции М. Н. Покровского. — М.; Л., 1940. — Ч. 2. — С. 25-58.
- О праве убежища в древнерусском праве // Учёные записки Всесоюзного института юридических наук. — М., 1940. — Вып. 1. — С. 236—244.
- Русская правда как кодекс русского феодального права (К 200-летию её открытия) // Труды первой научной сессии Всесоюзного института юридических наук. — М., 1940. — С. 106—139.
- До питання про походження Русі // Наукові записки. Інститут мовознавства АН УРСР. — К., 1941, — T. l. — C. 137—156.
- История права в отдельных юридических дисциплинах // Тезисы к докладу научной конференции по вопросу государства и права в работах Ф. Энгельса. 28 января — 1 февраля 1941 г. Всесоюзный институт юридических наук НКЮ СССР. — М., 1941. — С. 14—17.
- Ответ на рецензию С. Покровского // Советское государство и право. — 1941. — № 2. — С. 146—154.
- К вопросу о дофеодальном («варварском») государстве // Вопросы истории — 1946. — № 7. — С. 45—65.
- К вопросу об образовании русского государства в XIV—XVI веках (По поводу статьи проф. П. П. Смирнова) // Вопросы истории — 1946. — № 4. — С. 55—67.
- Киевское государство (К вопросу о социальной структуре Киевской Руси) // Преподавание истории в школе. — 1945. — № 6. — С. 22-40.
- О переименовании историко-правовых дисциплин // Вестник высшей школы. — 1946. — № 3/4. — С. 48—49 (в соавторстве).
- Основные моменты истории Русского государства до середины XIX в. // Научная сессия, посвящённая 20-летию существования Всесоюзного института юридических наук (1925—1945): Тезисы докладов. — М., 1946. — С. 2—4.
- Про державний устрій Київської Русі: Перехід від варварської держави до феодалізму // Наук. зап. (Ін-т історії і археології України). — 1946. — Кн. 2. — С. 107—117.
- Развитие русского государства в связи с его борьбой за независимость (до XIX века) // Учёные записки Всесоюз. ин-та юрид. наук. — М., 1946. — С. 126—157.
- Книга о великом казахском просветителе и учёном Чокане Валиханове // Большевик Казахстана. — 1946. — № 8. — С. 47—50.
- К вопросу о дофеодальном («варварском») государстве // Учёные труды Всесоюзного института юридических наук. — М., 1947. — Вып. 10. — С. 37—87.
- К древнейшей истории института давности по русскому праву // Уч. зап. Всесоюз. ин-та юрид. наук. — М., 1947. — Вып. 5. — С. 140—144.
- О совещании авторского актива истории государства и права при редакции журнала «Советское государство и право» //  Советское государство и право. — 1950. — № 1. — С. 131—134.
- К вопросу о политических формах русского феодального государства до XIX века. (По поводу ст.: Базилевич К. В. Опыт периодизации истории СССР феодального периода. — Вопросы истории, 1949, № 11.) // Вопросы истории. — 1950. — № 1. — С. 71—93.
- К вопросу о сословно-представительной монархии в России // Советское государство и право. — 1950. — № 10. — С. 39—51.
- Основные моменты истории казахского государства (досоветский период). Краткое изложение доклада на первой научной сессии в секторе права Академии Наук Казахской ССР (26-29 ноября 1949 г.). // Советское государство и право. — 1950. — № 3. — С. 82.
- К вопросу о феодальной собственности в досоветском Казахстане // Вестник АН Казахской ССР. — Алма-Ата, 1951. — № 9 (78). — С.59-69.

## Ученики
- Аргунов, Павел Александрович
- Айдарова, Х.Г. — доктор исторических наук в Казахстане.
- Виленский, Борис Вениаминович
- Дорохова, Галина Александровна — доктор юридических наук.
- Клеандрова, Валентина Михайловна
- Курицын, Всеволод Михайлович
- Леонтьев, Алексей Константинович
- Мартысевич, Иосиф Демьянович
- Месяц, Владимир Д. — аспирант, погиб на фронте Великой Отечественной войны.
- Софроненко, Ксения Александровна (1905—1981) — доктор юридических наук, профессор.
- Стоян, Филипп Кузьмич
- Тайманов, Гильмант Тайманович
- Тилле, Анатолий Александрович
- Уразаев, Шавкад Закариевич
- Филимонов, Василий Георгиевич
- Чистяков, Олег Иванович
- Штамм, Светлана Ивановна
- Эдельштейн-Братусь, Рахиль Лазаревна